# XO-1b
XO-1b是一個環繞著XO-1的太陽系外行星，他是一個氣體行星，代表它是由氫和氦之類的氣體所組成，另外XO-1b距離他的母恆星很近，表面溫度很高，因此它也被歸類於熱木星。